# Kukruse
Kukruse (antes de 1938 chamado de Kuckers) é uma vila em  Kohtla, Ida-Virumaa, no nordeste da Estônia.
Kukersite, um tipo de xisto betuminoso marinho do período Ordoviciano, tem seu nome por conta desta vila.